# Inflation in der Schweiz

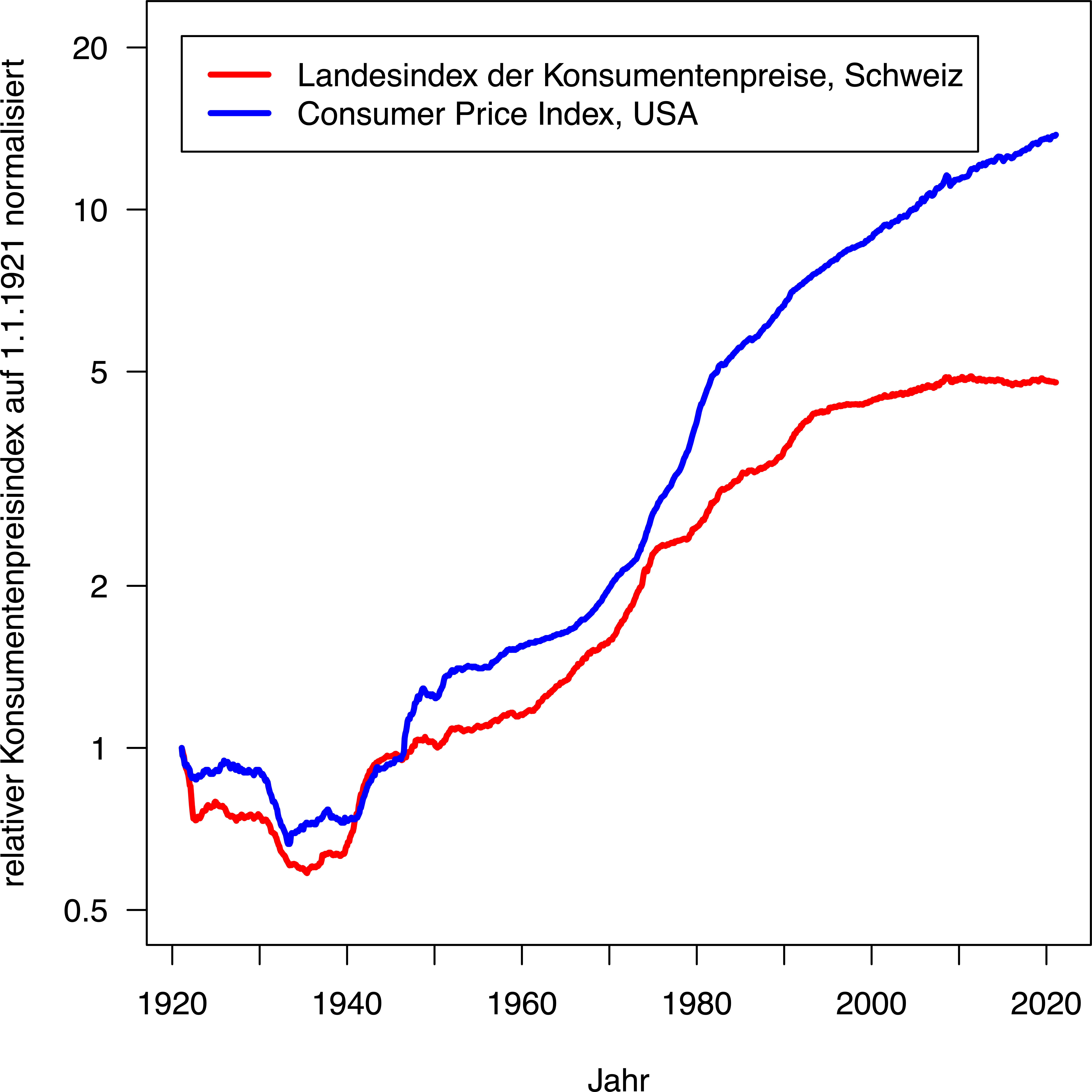
Auf den 1. Januar 1921 normalisierter Landesindex der Konsumentenpreise (LIK) des Bundesamts für Statistik (BfS) für die Schweiz sowie Consumer Price Index (CPI) des Bureau of Labor Statistics (BLS) für die USA. Die y-Achse ist logarithmisch dargestellt. Die x-Achse geht vom 1. Januar 1921 bis zum 1. Januar 2021.

Das Inflations-Problem hat in der Schweiz seit Einführung des Schweizer Frankens anlässlich der Bundesstaats-Gründung von 1848 noch nie fundamentale Schwierigkeiten im Sinne einer Hyperinflation verursacht. Grössere Ausmasse erreichte die Inflation bisher vor allem in der ersten Hälfte der 1970er Jahre.
In der Nachkriegszeit erfuhr die Schweiz nebst den 1970ern erhöhte Inflationsphasen zwischen 1980 und 1990 (Preiserhöhung von 96 Indexpunkten, gemessen auf einer Basis 100 im Jahr 1955). 
Zwischen 1970 und 1975 stieg der Index um 67 Punkte (mit einer Spitzenrate von 9 Prozent 1973). Ursache waren vor allem Währungsinterventionen der Schweizerischen Nationalbank (SNB), welche die Folgen einer Flucht des internationalen Spekulationskapitals in die Hartwährung Franken – aufgrund der Auflösung des Bretton-Woods-Systems – durch Verkäufe der Landeswährung und deren Umtausch in Fremdwährungen abzuschwächen versuchte; der Aufwertungsdruck stellte nämlich die Exportwirtschaft vor grosse Preisgestaltungsprobleme. Die durch die Nationalbank-Interventionen geschaffene neue Franken-Geldmenge strömte in die Binnenwirtschaft, allem voran in die Bauwirtschaft. Da im Land gleichzeitig eine noch relativ restriktive Ausländerpolitik angewandt wurde, vermochte die Bauwirtschaft mit dem Arbeitskräfte-Angebot der boomenden Baunachfrage nicht zu folgen: Es entstand eine Nachfrage-Inflation, die noch durch eine importierte Kosteninflation aufgrund der Ölpreiskrise verschärft wurde.
Bekämpft wurde diese Inflation primär durch Mindestreserven-Politik der Schweizerischen Nationalbank und antizyklische Ausgabenpolitik von Bund, Kantonen und Gemeinden, die nicht sehr dringliche Investitionsprojekte aufschoben. Kürzerfristig gelangte auch Kreditplafondierung zum Einsatz.